# Thelma Kalama
Thelma Kalama (Honolulu, 24 marzo 1931 – Honolulu, 17 maggio 1999) è stata una nuotatrice statunitense, specializzata nello stile libero.

## Palmarès

### Olimpiadi
- Oro a Londra 1948 nella staffetta 4x100 metri stile libero.